# セントラル愛知交響楽団
公益社団法人セントラル愛知交響楽団（セントラルあいちこうきょうがくだん、Central Aichi Symphony Orchestra）は、名古屋市に本拠を置くプロのオーケストラである。主に愛知県名古屋市中区にある三井住友海上しらかわホールで年7回程度の定期演奏会を主催するほか、愛知県岩倉市総合体育文化センターでも年1回程度の「岩倉定期演奏会」、三重県四日市市文化会館でも年1回程度「四日市定期演奏会」、年に1度の東京公演を主催するなどの活動をしている。日本オーケストラ連盟正会員。

## 歴史
1983年（昭和58年）中部地区では2番目となるプロオーケストラとして池田氏が「ナゴヤシティ管弦楽団」を発足し芸術顧問・正指揮者に小松一彦、常任指揮者に古谷誠一を迎える。1996年（平成8年）よりしらかわホールの協賛を受け同ホールを拠点とする。1997年（平成9年）「セントラル愛知交響楽団」に名称を変更。1999年（平成11年）4月、常任指揮者に松尾葉子を迎える。2004年（平成16年）4月、音楽監督に小松長生、正指揮者に古谷誠一、首席客演指揮者に松尾葉子を迎え2009年（平成21年）4月には、小松長生は名誉指揮者となり、常任指揮者に齊藤一郎を迎えた。2014年（平成26年）4月から音楽監督レオシュ・スワロフスキー（2019年から名誉音楽監督）。2019年4月から常任指揮者に角田鋼亮。2021年4月に愛知県より認定を受け公益社団法人となる。

## 歴代指揮者
- 松尾葉子（常任指揮者 1999～2004年、首席客演指揮者 2004年～）
- 小松長生（音楽監督 2004～2009年、名誉指揮者2009年～）
- 古谷誠一（正指揮者 2004年～）
- 齊藤一郎（常任指揮者 2009～2014年）
- レオシュ・スワロフスキー（音楽監督 2014～2019年、名誉音楽監督 2019年～ ）
- 角田鋼亮（常任指揮者 2019年～2023年、音楽監督2024年～  ）

## 受賞歴
- 第10回パチンコ大衆文化賞（1995年）
- 平成7年度愛知県芸術文化選奨文化賞（1996年）
- 平成16年度名古屋市芸術奨励賞（2005年）
- 第2回名古屋音楽ペンクラブ賞（2007年）

## 主な演奏会
- 定期演奏会
  - 主に三井住友海上しらかわホールで、年7回開催する。愛知県芸術劇場コンサートホールで開催することもある。
- 四日市定期演奏会
  - 四日市市文化会館、年1回
- 岩倉定期演奏会
  - 岩倉市総合体育文化センター、年1回